# 胜因院

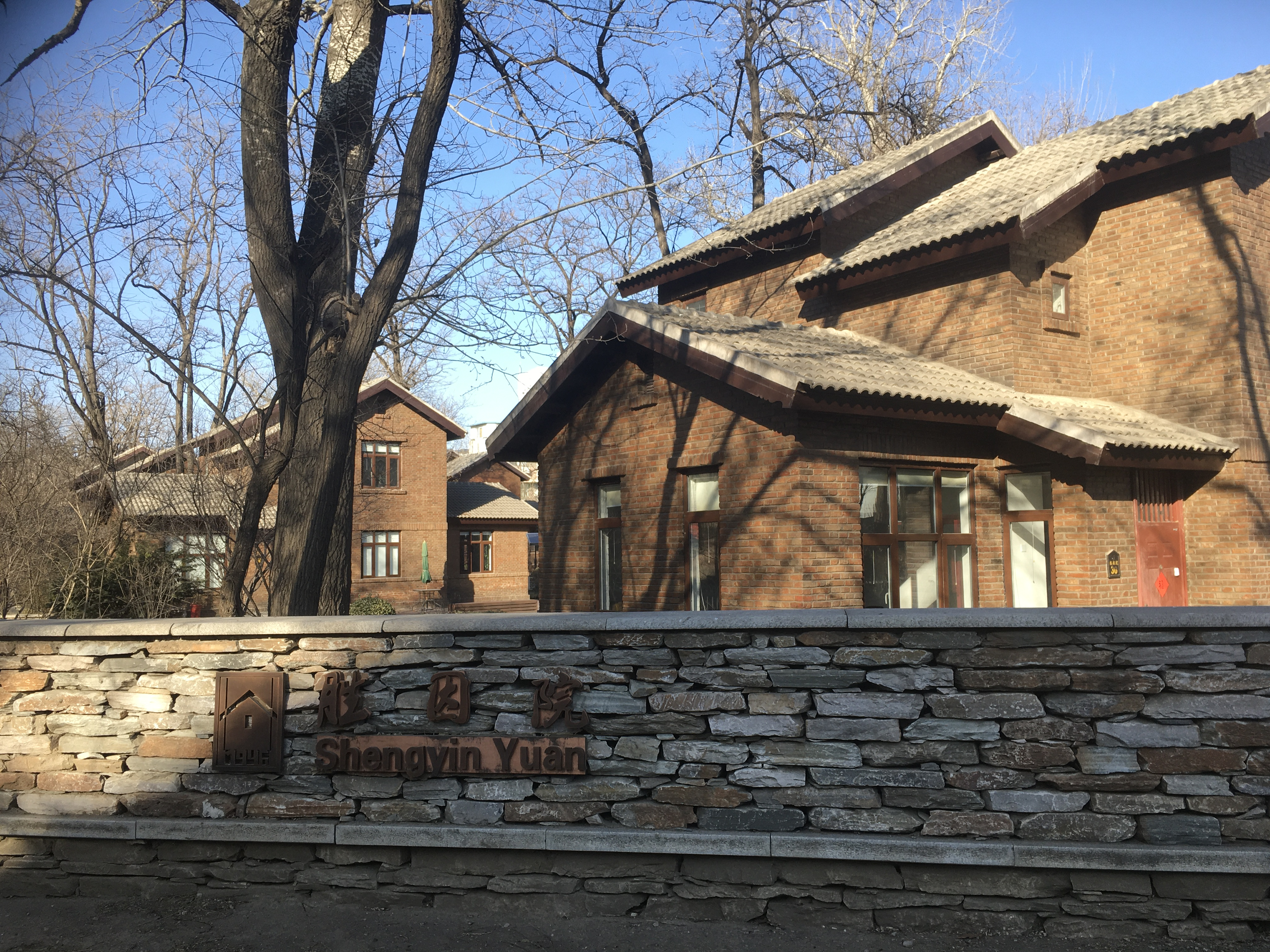
勝因院

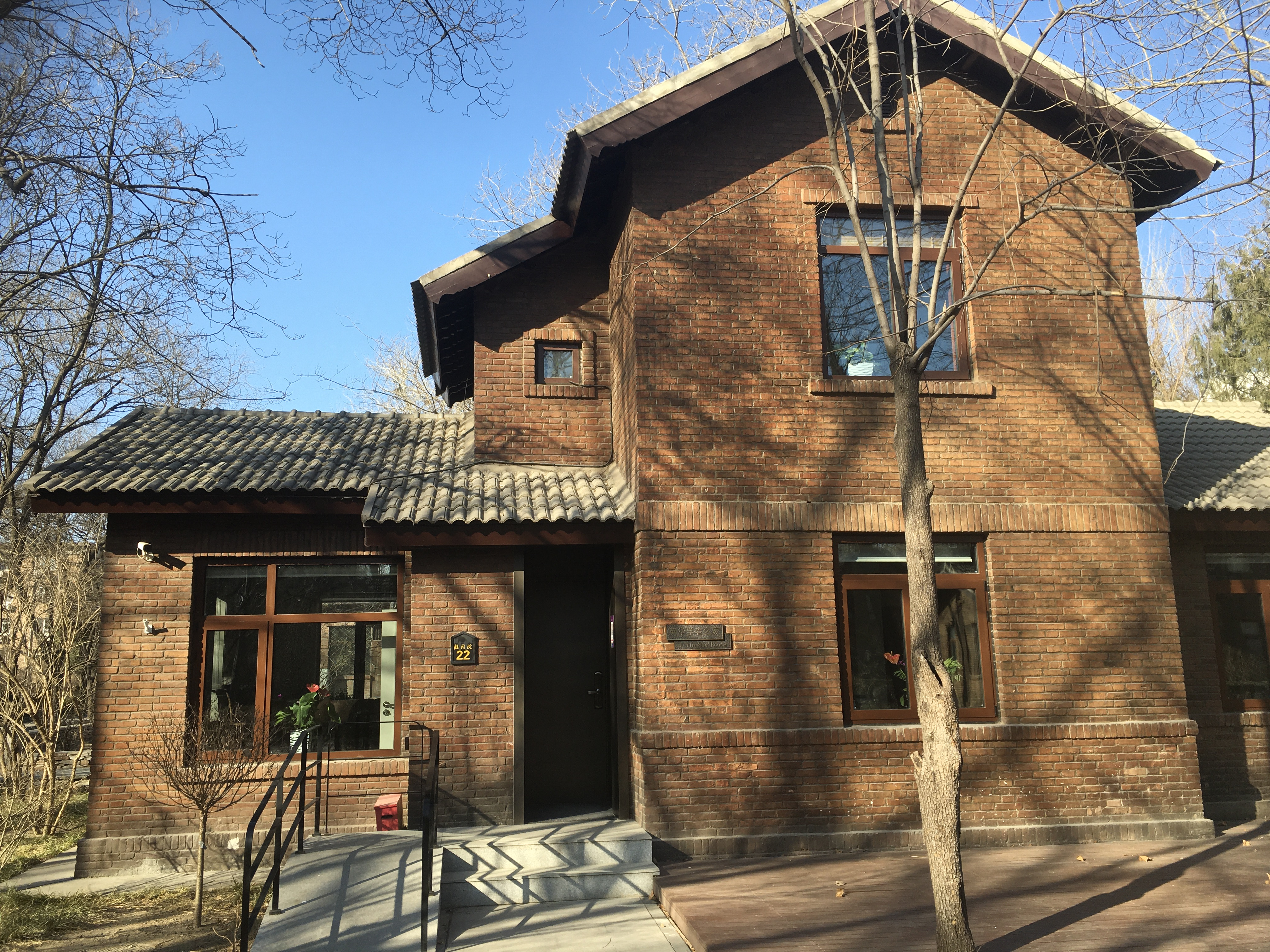
勝因院22號

胜因院是清華大學的教職員工宿舍，位於校園的西南邊，建於1946年，建築面積5101平方公尺，建築經費來自教育部下波的教育復員費，包含40所教授住宅。建築由张镈設計，有兩種單元，一種是單層雙坡頂式別墅，另外一種為二層樓。

## 歷史
抗战胜利后，清華復員，新生数量骤增，教师队伍须随之扩大。胜因院住宅就是在这种背景下建成的。胜因院在1947年9月全部完工，二层砖木混合结构房有17棟，共2380平方公尺，户均使用面积198.33平方公尺；平房23棟，共2723平方公尺，户均使用面积97.25平方公尺。此后胜因院西南邊建平房14所，又称「十四所」，砖木结构，总建筑面积1109平方米，户均使用面积79.21平方米。
胜因院之名來自西南聯大時期，清华曾租用云南昆明胜因寺房屋作为校舍，也有紀念抗戰勝利的涵義。

## 建築保護
2019年，胜因院13號、14號、17號、21號、22號、25至30號、32號、36號以及37號共14棟建築被北京市政府列為北京市第一批历史建筑。